# Sonderurlaubsverordnung
Die Sonderurlaubsverordnung (SUrlV) regelt in Deutschland den Sonderurlaub für Bundesbeamte. Für die Richter im Bundesdienst gilt diese Verordnung nach § 46 des Deutschen Richtergesetzes entsprechend. Für Soldaten gilt gemäß § 9 Soldatenurlaubsverordnung (SUV) die Verordnung entsprechend, sofern die SUV nichts anderes bestimmt. Der Erholungsurlaub für Bundesbeamte, Bundesrichter und Soldaten (nach Maßgabe der SUV) ist in der Erholungsurlaubsverordnung geregelt.

## Allgemeines
Die Entscheidung über die Gewährung von Sonderurlaub trifft grundsätzlich die personalverwaltende Dienstbehörde.  (§ 2 SUrlV) Er wird gemäß § 3 SUrlV nur gewährt, wenn erstens der Anlass, für den Sonderurlaub beantragt wurde, nicht außerhalb der Arbeitszeit wahrgenommen oder erledigt werden kann, zweitens dienstliche Gründe nicht entgegenstehen und drittens die jeweiligen Voraussetzungen der §§ 5 bis 22 SUrlV erfüllt sind. Die Dauer des Sonderurlaubs umfasst auch die notwendigen Reisezeiten. (§ 4 SUrlV)
Sonderurlaub ist unverzüglich nach Bekanntwerden des Anlasses, in Fällen des § 21 SUrlV zeitnah, zu beantragen. (§ 23 SUrlV) Die Genehmigung von Sonderurlaub ist zu widerrufen, wenn zwingende dienstliche Gründe dies erfordern, der Sonderurlaub zu einem anderen als dem genehmigten Zweck verwendet wird oder andere Gründe, die der Antragsteller zu vertreten hat, den Widerruf erfordern. (§ 24 SUrlV) Sofern die Genehmigung von Sonderurlaub aus zwingenden dienstlichen Gründen widerrufen wird, werden dem Antragssteller die durch den Widerruf entstehenden Mehraufwendungen nach dem Bestimmungen des Reisekostenrechts ersetzt. (§ 25 Abs. 1 Nr. 1 SUrlV)
In Dienststellen mit gleitender Arbeitszeit und Kernzeit wird Sonderurlaub in der Regel nur für die Zeit der notwendigen Abwesenheit gewährt, die in die Kernzeit fällt. Sollte in der Dienststelle keine Kernzeit vereinbart sein, wird Sonderurlaub, der nur eine stundenweise Abwesenheit erfordert, mitunter gar nicht gewährt. Aus der Grundpflicht des Beamten, sich mit voller Hingabe seinem Beruf zu widmen (§ 61 Abs. 1 S. 1 BBG) folgt, dass er sich z. B. für Arztbesuche um Termine bemühen muss, die außerhalb der Kernzeit liegen.

## Einzelanlässe
Sonderurlaub ist unter Fortzahlung der Besoldung zu gewähren:
- zur Ausübung staatsbürgerlicher Rechte und zur Erfüllung staatsbürgerlicher Pflichten (§ 5 SUrlV)
- im Rahmen des Aufstiegs in eine Laufbahn des gehobenen oder höheren Dienstes mit Zustimmung des BMI (§ 8 SUrlV)
- für Aus- oder Fortbildung jeweils bis zu fünf Arbeitstage (§ 9 SUrlV)
- für fremdsprachliche Aus- oder Fortbildung in einem Land, in dem die zu erlernende Sprache gesprochen wird, sofern die Aus- oder Fortbildung im dienstlichen Interesse liegt, bis zu drei Monaten (§ 10 SUrlV)
- für Zwecke der militärischen und zivilen Verteidigung (§ 11 SUrlV)
- für vereinspolitische Zwecke (§ 12 SUrlV)
- für eine Ausbildung zur Schwesternhelferin oder zum Pflegediensthelfer, für die Dauer eines geschlossenen Lehrganges, höchstens jedoch für 20 Arbeitstage im Kalenderjahr (§ 14 SUrlV)
- für gewerkschaftliche Zwecke bis zu fünf Arbeitstagen im Kalenderjahr (§ 15 SUrlV)
- für kirchliche Zwecke bis zu fünf Arbeitstagen im Kalenderjahr (§ 16 SUrlV): Darunter fallen Teilnahme an Kirchentagen und Weltjugendtag sowie ähnliche kirchliche Veranstaltungen (Bibelwochen) und Fahrten (Wallfahrten/Pilgerfahrten) mit einem entsprechenden Rahmen. Nicht hierzu zählt die Organisation einer entsprechenden Veranstaltung.[2]
- für sportliche Zwecke bis zu fünf Arbeitstagen im Kalenderjahr (§ 17 SUrlV)
- für Familienheimfahrten im Kalenderjahr innerhalb eines Zeitraums von zwei Monaten ein Arbeitstag (§ 18 SUrlV)
- aus dienstlichen Anlässen wie Wohnortwechsel und Dienstjubiläum ein bis drei Arbeitstage (§ 19 SUrlV)
- aus medizinischen Anlässen für die Dauer der notwendigen Abwesenheit (§ 20 SUrlV)
- aus persönlichen Anlässen wie Niederkunft der Ehefrau, Tod des Ehegatten, eines Kindes oder Elternteils (§ 21 SUrlV)

Zur Besoldung, die fortgezahlt wird, gehören als Dienstbezüge das Grundgehalt (Tabellenwert aus Besoldungsgruppe und ggf. Erfahrungsstufe), der Familienzuschlag, Zulagen, Vergütungen und Auslandsbesoldung sowie Anwärterbezüge und vermögenswirksame Leistungen. (§ 26 Abs. 1 i. V. m. § 1 Abs. 2 f. BBesG)
Sonderurlaub ist unter Wegfall der Besoldung zu gewähren:
- zur Ausübung einer Tätigkeit in öffentlichen zwischenstaatlichen oder überstaatlichen Einrichtungen oder in einer öffentlichen Einrichtung eines Mitgliedstaates der Europäischen Union (§ 6 SUrlV)
- zur Wahrnehmung von Aufgaben der Entwicklungszusammenarbeit bis zu fünf Jahren (§ 7 SUrlV)
- zur Ableistung von Freiwilligendiensten (§ 13 SUrlV)

Sonderurlaub kann unter Wegfall der Besoldung gewährt werden:
- wenn ein wichtiger Grund vorliegt (§ 22 SUrlV)